# Newburg (Dakota du Nord)
Pour les articles homonymes, voir Newburg.
La ville de Newburg est située dans le comté de Bottineau, dans l’État du Dakota du Nord, aux États-Unis. Lors du recensement de 2010, sa population s’élevait à 110 habitants.

## Démographie
| Groupe            | Newburg | Dakota du Nord | États-Unis |
| ----------------- | ------- | -------------- | ---------- |
| Blancs            | 91,8    | 90,0           | 72,4       |
| Métis             | 8,2     | 1,8            | 2,9        |
| Autres            | 0       | 8,2            | 24,7       |
| Total             | 100     | 100            | 100        |
|                   |         |                |            |
| Latino-Américains | 9,1     | 2,0            | 16,7       |

Selon l’American Community Survey, pour la période 2011-2015, 87,88 % de la population âgée de plus de 5 ans déclare parler l'anglais à la maison, 9,09 % déclare parler l’espagnol et 3,03 % le navajo.
| 1910 | 1920 | 1930 | 1940 | 1950 | 1960 |
| ---- | ---- | ---- | ---- | ---- | ---- |
| 102  | 110  | 87   | 119  | 105  | 158  |

| 1970 | 1980 | 1990 | 2000 | 2010 | - |
| ---- | ---- | ---- | ---- | ---- | - |
| 125  | 151  | 104  | 88   | 110  | - |

## Source
- (en) Cet article est partiellement ou en totalité issu de l’article de Wikipédia en anglais intitulé « Newburg, North Dakota » (voir la liste des auteurs).